# Anko
Imperador Anko (安康天皇, Anko-tennō) foi o 20º Imperador do Japão, na lista tradicional de sucessão.

## Vida
Antes da sua ascensão ao trono, seu nome era Anahono no Mikoto. Não há datas concretas que podem ser atribuídas a vida deste imperador ou reinado, mas é convencionalmente considerado que reinou de 453 a 456.
De acordo com o Kojiki e o Nihon Shoki, Ankō foi o segundo filho do Imperador Ingyo. Seu irmão mais velho Príncipe Kinashi no Karu foi o príncipe herdeiro, mas devido a uma incestuosa relação com sua irmã, Karu no Ōiratsume, Kinashi ficou mal visto na Corte. Depois de uma tentativa abortada de se rebelar contra Ankō, Kinashi no Karu (e sua irmã-amante) foram exilados e cometeram Seppuku.
Anko foi assassinado em seu terceiro ano do reinado por Mayowa no Okimi (Príncipe Mayowa), em retaliação à execução de seu pai Okusaka quando este participou da rebelião de Kinashi no Karu. O lugar de seu túmulo imperial (misasagi) é desconhecido. O Imperador Anko é tradicionalmente venerado num memorial no santuário xintoísta em Nara, que é tradicionalmente chamado de Sugawara no Fushimi no nishi misasagi.